# Ekta Bhyan
Ekta Bhyan (Hisar, 1985) è un'atleta paralimpica indiana appartenente alla classe F51 e specializzata nel lancio della clava e nel lancio del disco.

## Biografia
Nata nel 1985 a Hisar, nel 2003 è vittima di un incidente stradale che le compromette la colonna vertebrale. Inizia quindi a praticare il lancio del disco seguita da Amit Saroha. La sua carriera agonistica inizia nel 2016, quando partecipa al Berlin Open Grand Prix, meeting facente parte del circuito IPC Grand Prix (oggi denominato World Para-Athletics Grand Prix), dove conquista la medaglia d'argento nel lancio della clava.
Nel 2017 prende parte ai campionati mondiali paralimpici di Londra, dove si classifica sesta nel lancio della clava F51. L'anno successivo è medaglia d'oro nel lancio della clava F32/51 ai Giochi para-asiatici di Giacarta, dove si classifica anche quarta nel lancio del disco F51-53.
Ai campionati mondiali paralimpici di Dubai 2019 raggiunge la quarta posizione in classifica nel lancio della clava F51, mentre nel 2021 è ottava nella medesima disciplina ai Giochi paralimpici di Tokyo.
Nel 2023 torna in pedana ai Giochi para-asiatici di Hangzhou, dove conquista la medaglia di bronzo nel lancio della clava F32/51 e fa registrare il record asiatico nel lancio del disco F51, con la misura di 7,10 m, e nel lancio della clava F51, grazie a un lancio di 21,66 m. Lo stesso anno prende parte ai campionati mondiali paralimpici di Parigi, portando in patria la medaglia di bronzo nel lancio della clava F51 e classificandosi settima nel lancio del disco F53.
Nel 2024 conquista la medaglia d'oro nel lancio della clava F51 ai campionati mondiali di atletica leggera paralimpica di Kobe.
Lavora come funzionaria nell'ambito delle risorse umane presso l'amministrazione dello stato di Haryana.

## Record nazionali
- Lancio del disco F51: 7,10 m  ( Hangzhou, 23 ottobre 2023)[1]
- Lancio della clava F51: 21,66 m  ( Hangzhou, 24 ottobre 2023)[2]

## Palmarès

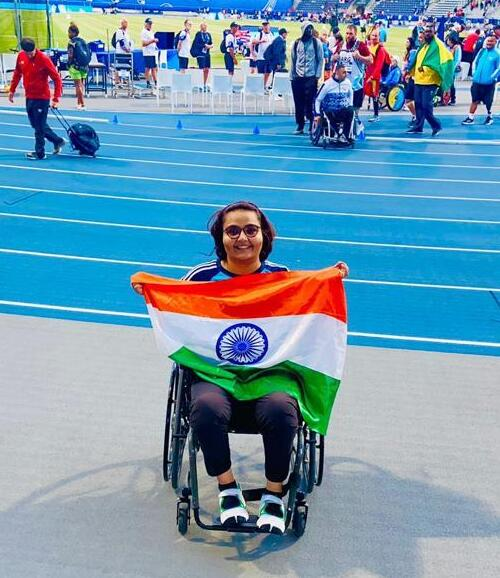
Ekta Bhyan ai campionati mondiali paralimpici di Parigi 2023.

| Anno | Manifestazione                  | Sede     | Evento                    | Risultato | Prestazione | Note            |
| ---- | ------------------------------- | -------- | ------------------------- | --------- | ----------- | --------------- |
| 2017 | Campionati mondiali paralimpici | Londra   | Lancio della clava F51    | 6ª        | 14,63 m     | [ 3 ]           |
| 2018 | Giochi para-asiatici            | Giacarta | Lancio del disco F51-53   | 4ª        | 9,87 m      | [ 4 ]           |
| 2018 | Giochi para-asiatici            | Giacarta | Lancio della clava F32/51 | Oro       | 16,02 m     | [ 5 ]           |
| 2019 | Campionati mondiali paralimpici | Dubai    | Lancio della clava F51    | 4ª        | 16,04 m     | [ 6 ]           |
| 2021 | Giochi paralimpici              | Tokyo    | Lancio della clava F51    | 8ª        | 8,38 m      | [ 7 ]           |
| 2023 | Giochi para-asiatici            | Hangzhou | Lancio del disco F51-53   | n/d       | 7,10 m      | Record asiatico |
| 2023 | Giochi para-asiatici            | Hangzhou | Lancio della clava F32/51 | Bronzo    | 21,66 m     | Record asiatico |
| 2023 | Campionati mondiali paralimpici | Parigi   | Lancio del disco F53      | 7ª        | 6,55 m      |                 |
| 2023 | Campionati mondiali paralimpici | Parigi   | Lancio della clava F51    | Bronzo    | 17,93 m     |                 |
| 2024 | Mondiali paralimpici            | Kōbe     | Lancio della clava F51    | Oro       | 20,12 m     | [ 8 ]           |

## Altre competizioni internazionali
2016
- Argento al Berlin Open Grand Prix ( Berlino), lancio della clava

2017
- 4ª al FAZAA World Para Athletics Grand Prix ( Dubai), lancio del disco
- 4ª al FAZAA World Para Athletics Grand Prix ( Dubai), lancio della clava

2018
- Bronzo al Tunis International Meeting ( Tunisi), lancio del disco
- Oro al Tunis International Meeting ( Tunisi), lancio della clava

2023
- Bronzo al Dubai Grand Prix ( Dubai), lancio della clava